# Nazionale maschile di pallavolo dell'Estonia
La nazionale maschile di pallavolo dell'Estonia è una squadra europea composta dai migliori giocatori di pallavolo dell'Estonia ed è posta sotto l'egida della Federazione pallavolistica dell'Estonia.

## Rosa
Segue la rosa dei giocatori convocati per l'European Golden League 2024.
| N° | Nome            | Ruolo | Data di nascita   | Squadra          |
| -- | --------------- | ----- | ----------------- | ---------------- |
| 1  | Henri Treial    | C     | 25 agosto 1992    | Roeselare        |
| 3  | Karli Allik     | S     | 25 settembre 1996 | Lupi Santa Croce |
| 7  | Renee Teppan    | O     | 26 settembre 1993 | Al-Wasl          |
| 8  | Märt Tammearu   | S     | 17 marzo 2001     | Tours            |
| 9  | Robert Täht     | S     | 15 agosto 1993    | Charlottenburg   |
| 10 | Silver Maar     | L     | 11 febbraio 1999  | Dukla Liberec    |
| 12 | Alari Saar      | L     | 28 marzo 1996     | TalTech          |
| 15 | Tristan Täht    | S     | 13 giugno 2005    | TalTech          |
| 16 | Robert Viiber   | P     | 31 gennaio 1997   | Steaua Bucarest  |
| 18 | Alex Saaremaa   | C     | 18 dicembre 2000  | Aalst            |
| 19 | Andri Aganits   | C     | 7 settembre 1993  | TalTech          |
| 22 | Markkus Keel    | P     | 18 agosto 1995    | Černo More       |
| 25 | Valentin Kordas | O     | 31 dicembre 1998  | Chênois          |
| 26 | Kevin Saar      | S     | 15 gennaio 1995   | UPCN             |
| 28 | Timo Lõhmus     | S     | 30 maggio 2001    | Duo              |
| 30 | Marx Aru        | C     | 8 novembre 2002   | TalTech          |

## Risultati

### Competizioni CEV
| 1948 | non esistente   | -            |
| 1950 | non esistente   | -            |
| 1951 | non esistente   | -            |
| 1955 | non esistente   | -            |
| 1958 | non esistente   | -            |
| 1963 | non esistente   | -            |
| 1967 | non esistente   | -            |
| 1971 | non esistente   | -            |
| 1975 | non esistente   | -            |
| 1977 | non esistente   | -            |
| 1979 | non esistente   | -            |
| 1981 | non esistente   | -            |
| 1983 | non esistente   | -            |
| 1985 | non esistente   | -            |
| 1987 | non esistente   | -            |
| 1989 | non esistente   | -            |
| 1991 | non esistente   | -            |
| 1993 | non qualificata | -            |
| 1995 | non qualificata | -            |
| 1997 | non qualificata | -            |
| 1999 | non qualificata | -            |
| 2001 | non qualificata | -            |
| 2003 | non qualificata | -            |
| 2005 | non qualificata | -            |
| 2007 | non qualificata | -            |
| 2009 | 14º posto       | Convocazioni |
| 2011 | 12º posto       | Convocazioni |
| 2013 | non qualificata | -            |
| 2015 | 11º posto       | Convocazioni |
| 2017 | 13º posto       | Convocazioni |
| 2019 | 24º posto       | Convocazioni |
| 2021 | 21º posto       | Convocazioni |
| 2023 | 22º posto       | Convocazioni |

| 2004 | non qualificata | -            |
| 2005 | 8º posto        | Convocazioni |
| 2006 | 8º posto        | Convocazioni |
| 2007 | non qualificata | -            |
| 2008 | non qualificata | -            |
| 2009 | non qualificata | -            |
| 2010 | non qualificata | -            |
| 2011 | non qualificata | -            |
| 2012 | non qualificata | -            |
| 2013 | non qualificata | -            |
| 2014 | non qualificata | -            |
| 2015 | 4º posto        | Convocazioni |
| 2016 | 1º posto        | Convocazioni |
| 2017 | non qualificata | -            |
| 2018 | 1º posto        | Convocazioni |
| 2019 | 4º posto        | Convocazioni |
| 2021 | 3º posto        | Convocazioni |
| 2022 | 5º posto        | Convocazioni |
| 2023 | 8º posto        | Convocazioni |
| 2024 | 4º posto        | Convocazioni |

### Competizioni estinte
| 1990 | non esistente   | -            |
| 1991 | non esistente   | -            |
| 1992 | non qualificata | -            |
| 1993 | non qualificata | -            |
| 1994 | non qualificata | -            |
| 1995 | non qualificata | -            |
| 1996 | non qualificata | -            |
| 1997 | non qualificata | -            |
| 1998 | non qualificata | -            |
| 1999 | non qualificata | -            |
| 2000 | non qualificata | -            |
| 2001 | non qualificata | -            |
| 2002 | non qualificata | -            |
| 2003 | non qualificata | -            |
| 2004 | non qualificata | -            |
| 2005 | non qualificata | -            |
| 2006 | non qualificata | -            |
| 2007 | non qualificata | -            |
| 2008 | non qualificata | -            |
| 2009 | non qualificata | -            |
| 2010 | non qualificata | -            |
| 2011 | non qualificata | -            |
| 2012 | non qualificata | -            |
| 2013 | non qualificata | -            |
| 2014 | non qualificata | -            |
| 2015 | non qualificata | -            |
| 2016 | non qualificata | -            |
| 2017 | 25º posto       | Convocazioni |

| 2018 | 3º posto        | Convocazioni |
| 2019 | non qualificata | -            |
| 2022 | non qualificata | -            |
| 2023 | non qualificata | -            |
| 2024 | non qualificata | -            |